# La Sauve
La Sauve település Franciaországban, Gironde megyében. Lakosainak száma 1594 fő (2022. január 1.). La Sauve Camiac-et-Saint-Denis, Capian, Créon, Cursan, Espiet, Haux, Saint-Léon és Targon községekkel határos.

## Népesség
A település népességének változása:
| Lakosok száma | 857  | 1004 | 1100 | 1364 | 1418 | 1437 | 1483 | 1546 | 1573 | 1594 |
|               | 1968 | 1982 | 1990 | 2006 | 2013 | 2015 | 2017 | 2019 | 2020 | 2022 |